# الیوت کراوشی ویلیامز
الیوت کراوشیْ-ویلیامز (به انگلیسی: Eliot Crawshay-Williams) (زادهٔ ۴ سپتامبر ۱۸۷۹ – درگذشتهٔ ۱۱ می ۱۹۶۲) سیاستمدار و نویسندهٔ پادشاهی متحد بود.
او نویسنده کتاب گذر از ایران (به انگلیسی: Across Persia) است که در سال ۱۹۰۷ درباره خاطرات سفرش از میان بیابانهای مرکزی ایران نوشته شده‌است.